# Wilhelm von Bode
Wilhelm von Bode (10 de dezembro de 1845 - 1 de março de 1929) foi um historiador de arte e curador alemão.
Nascido Arnold Wilhelm Bode em Calvörde, ele era enobrecido em 1913. Foi o criador e primeiro curador do Museu Kaiser Friedrich, agora chamado de Museu Bode em sua homenagem, em 1904.

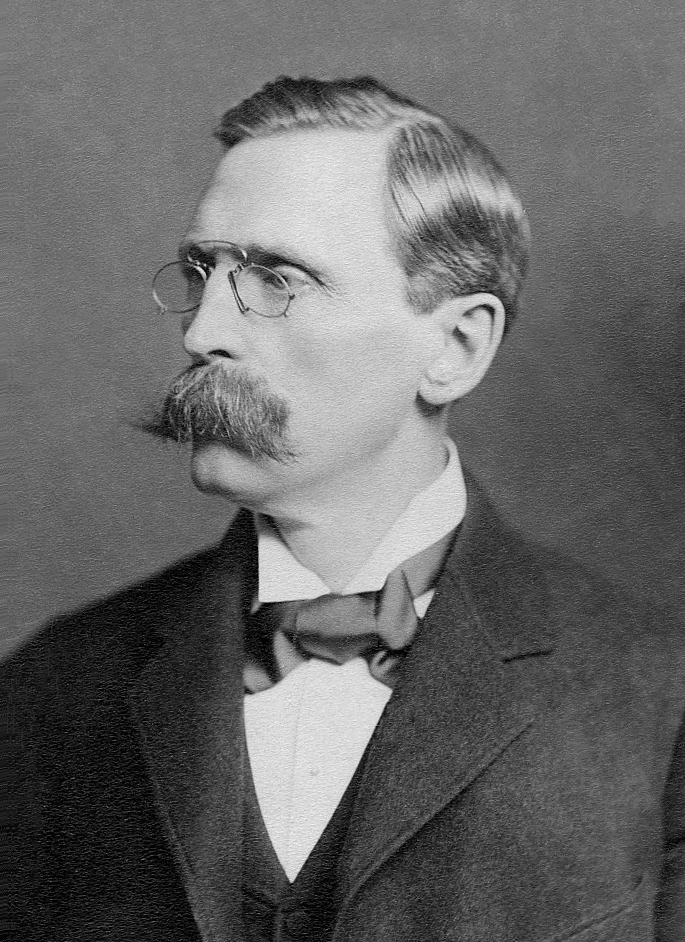
Wilhelm Bode em 1901

## Carreira
Bode estudou direito na Universidade de Göttingen e Universidade Humboldt de Berlim, mas se interessou por arte durante seus anos de universidade. Enquanto praticava a advocacia em Braunschweig, reorganizou sistematicamente as coleções de arte ducal e visitou diversos museus e coleções particulares na Bélgica, na Holanda e na Itália. Depois de estudos em história da arte em Berlim e Viena, ele recebeu seu doutorado da Universidade de Leipzig em 1870 com base em sua dissertação "Frans Hals und seine Schule".
Em 1871, Bode participou da chamada "convenção Holbein" em Dresden, na qual vários historiadores de arte se reuniram para determinar qual das duas versões de Hans Holbein, o Jovem. Meyer Madonna foi o trabalho original.
Em 1872, ele assumiu o cargo de curador assistente de escultura nos museus reais de Berlim, e tornou-se diretor do departamento em 1883. Ele assumiu a Gemäldegalerie. em 1890, tornou-se diretor geral do que é hoje o Berlin State Museums em 1905, sucedendo Richard Schöne. Muitos de seus esforços foram dedicados ao novo Museu Kaiser Friedrich na Ilha dos Museus; sua estreita relação com a família imperial, sua astúcia política e suas relações com artistas e colecionadores em toda a Europa permitiram acumular uma grande coleção para o museu. Na década de 1890, Berlim estava muito atrás de Munique e Dresden em suas coleções de arte, mas com a participação entusiasta de Wilhelm II, Bode foi capaz de mudar o centro do mundo da arte alemã para a capital. Ele também foi responsável pela reconstrução dos museus de Strasbourg, cujas coleções tinha sido totalmente destruída em 1870 por bombardeios prussiano durante a Guerra Franco-Prussiana. Bode ocupou este posto de 1889 a 1914, estabelecendo o Museu das Belas Artes de Estrasburgo e o Gabinete das Estadas e Amigos bem como definir os fundamentos de parte das coleções atuais no Museu da Obra de Nossa Senhora na França.
Os escritos de Bode sobre uma ampla variedade de tópicos na história da arte, particularmente na arte da Renascença italiana, foram amplamente influentes e permaneceram como textos-chave no campo. Sua autobiografia, "Mein Leben", foi publicada postumamente em 1930.

## O busto "Flora"
Em 1910, foi revelado que um busto de Flora, que havia sido comprado pelo Museu Kaiser Friedrich, Berlim, sob a crença de que era de Leonardo da Vinci, pode ter sido criado pelo escultor inglês Richard Wolfle Lucas.  Von Bode, o gerente geral das coleções de arte da Prússia para o Museu de Berlim, tinha visto o busto em uma galeria de Londres e comprou por alguns quilos. Bode estava convencido de que o busto pertencia a Leonardo e às autoridades do Museu de Berlim, e o público alemão ficou encantado por ter "arrebatado um grande tesouro de arte sob os próprios narizes" do mundo da arte britânico.
Logo depois, "The Times" publicou um artigo afirmando que o busto foi obra de Lucas, tendo sido contratado para produzi-lo a partir de uma pintura. O filho de Lucas, Albert, então se apresentou e jurou sob juramento que a história estava correta e que ele ajudara seu pai a fazê-lo. Albert conseguiu explicar como as camadas de cera haviam sido construídas a partir de antigas pontas de velas; Ele também descreveu como seu pai enchia vários destroços, inclusive jornais, dentro do busto. Quando os funcionários do museu de Berlim removeram a base, encontraram os destroços, exatamente como Albert havia descrito, incluindo uma carta datada de 1840.
Apesar dessa evidência, Bode continuou a afirmar que sua atribuição original estava correta. Para apoiar isso, ele exibiu o busto Flora entre uma seleção de trabalhos menores de Lucas - no entanto, essa exposição saiu pela culatra, já que mostrava que Lucas vinha regularmente fazendo esculturas de cera inspiradas nas grandes obras de outros tempos.
Várias reclamações e contra-reivindicações foram apresentadas sobre o busto, desde uma falsificação total até uma peça genuína do século XVI (embora não por Leonardo). O exame científico tem sido inconclusivo e inútil em datar o busto, embora seja aceito como tendo pelo menos alguma conexão com Lucas. O busto permanece em exibição no que é agora o Bode Museum rotulado "Inglaterra", "século 19" com um ponto de interrogação.

## Principais obras
- Vorderasiatische Knüpfteppiche aus älterer Zeit . Leipzig
- Studien zur Geschichte der hollandischen Malerei , Braunschweig, 1883<ref> O seu trabalho em pintores holandeses incluiu catálogos de pinturas dos principais artistas Rembrandt e  Frans Hals <ref>
- Geschichte der deutschen Plastik , 1887
- Rembrandt , 8 volumes, com C. Hofstede de Groot, 1897-1905
- "Der Cicerone: Eine Anleitung zum Genuss der Kunstwerke Italiens von Jacob Burckhardt". 1900-1901
- Kunst und Kunstgewerbe am Ende des Neunzehnten Jahrhunderts . Berlim, 1901
- Florentiner Bildhauer der Renaissance , 1902.
- Die Meister der holländischen e vlämischen Malerschulen, 1917.
- Florentiner Bildhauer der Renaissance,  1921.
- Sandro Botticelli , 1921.
- Die italienischen Bronzestatuetten der Renaissance, 1922.
- Die italienische Plastik, 1922.

Mein Leben, 2 volumes, 1930.

## Obras de tradução em inglês
- Catálogo da Coleção de Imagens e Bronzes na Posse do Sr. Otto Beit: Introdução e Descrições pelo Dr. Wilhelm Bode,  1913.
- A coleção de fotos do falecido Herr A. de Ridder em sua Villa em Schönberg, perto de Cronberg, em Taunus: catalogada e descrita por Wilhelm Bode, traduzida por Harry Virgin, 1913.

Tapetes Antigos do Oriente Próximo, traduzido por R. M. Riefstahl, 1922.
Sandro Botticelli, traduzido por F. Renfield e F. L. Rudston Brown, 1925.
- "Escultores florentinos do Renascimento", traduzido por Jessie Haynes, 1928.